# Nogomet za prijateljstvo
Nogomet za prijateljstvo (eng. Football for Friendship; rus. Футбол для дружбы) je međunarodni dječji projekt koji organizira Gazprom, pod nazivom Gazprom for Children (Gazprom za djecu). Projekt je osmišljen za mlade nogometaše od 12 do 14 godina iz različitih zemalja. Prvi veleposlanik projekta bio je Franz Beckenbauer. Globalni operater programa je ruska grupacija AGT Communications Group.

## Međunarodni ulični malonogometni turni
Međunarodni turnir uličnog nogometa dio je programa Nogomet za prijateljstvo od 2014. godine. Prvi je turnir okupio 16 ekipa iz 16 zemalja, uključujući ekipu Zaklade Chelsea te ekipu djevojčica i dječaka Double Dutchies iz Nizozemske.

## Međunarodni dječji novinski centar
Međunarodni dječji novinski centar otvoren je za potrebe projekta Nogomet za prijateljstvo 2014. godine. U njegovu radu sudjelovalo je 16 novinara starih između 12 i 14 godina iz 16 različitih zemalja. Svi oni pobijedili su na nacionalnim natjecanjima za mlade novinare. Pobjednici natjecanja putovali su u Lisabon kako bi izvještavali s drugog izdanja foruma te uživo pratili završnicu UEFA-ine Lige prvaka. Philomeen Haanen iz Nizozemske proglašena je najboljom mladom novinarkom te dobila priliku intervjuirati veleposlanika projekta Franza Beckenbauera.

## Međunarodni dan nogometa i prijateljstva
Međunarodni dan nogometa i prijateljstva obilježava 25. travnja se u sklopu projekta Nogomet za prijateljstvo u svim zemljama sudionicama. Godine 2014. taj je dan obilježen po prvi puta. Na taj se dan organiziraju prijateljske utakmice kako bi se podsjetilo na vrijednosti programa Nogomet za prijateljstvo. Godine 2015. Međunarodni dan nogometa i prijateljstva obilježen je u 24 različite zemlje. Osim prijateljskih utakmica, organizirana su i neka druga događanja. U Njemačkoj su nogometaši Schalkea 04 i članovi reprezentacije održali službeni trening s igračima Schalkea mlađima od 13 godina. U Rusiji je organiziran Turnir jednakih mogućnosti, i to uz podršku Športskog saveza slijepih.

## Narukvica prijateljstva
Sva događanja na Dan nogometa i prijateljstva započinju razmjenom Narukvica prijateljstva koje simboliziraju snošljivost, jednakost i zdrav način življenja. Narukvica je načinjena od dvije jednostavne niti, plave i zelene. Zelena je boja nogometnog terena, dok plava simbolizira nebo. Godine 2014. Narukvice prijateljstva dobili su i Vitor Baia, Dick Advocaat, Franz Beckenbauer, te Anatolij Tymoščuk.

## Nakon projekta
Sudionici projekta Nogomet za prijateljstvo i izvan sezone sudjeluju u nizu različitih događanja. Ekipa iz Maribora u Sloveniji otputovala je u Kambodžu na prijateljsku utakmicu u humanitarne svrhe. Dana 14. rujna 2014. Soči je ugostio ruske sudionike projekta zajedno s Vladimirom Putinom, i to u sklopu njegova sastanka s čelnim čovjekom FIFA-e Josephom Blatterom. U lipnju 2014. francuski predsjednik Francois Hollande pozvao je ekipu nogometnog kluba Taverny koja je sudjelovala u projektu Nogomet za prijateljstvo u Elizejsku palaču.

## Međunarodni dječji forum „Nogomet za prijateljstvo“
U 2019. godini Forum je pretvoren u platformu za razmjenu iskustava stručnjaka iz područja sporta i obrazovanja. U 2020. godini u okviru foruma pokrenuta je međunarodna nagrada „Nogomet za prijateljstvo“.

## Međunarodna akademija „Nogomet za prijateljstvo“ za trenere
Međunarodna akademija „Nogomet za prijateljstvo“ besplatna je internetska obrazovna platforma dostupna na raznim jezicima, koja uključuje skup praktičnih predavanja usmjerenih na poboljšanje vještina mladih momčadi i nogometnih trenera, kao i učitelja tjelesnog odgoja. Tečaj Akademije temelji se na znanju, praktičnim savjetima i preporukama za organizaciju treninga, promicanje vrijednosti zdravog i aktivnog načina života, kao i poštovanje različitih kultura i nacionalnosti među mladim igračima. Tečaj obuke razvili su autori sportsko-humanitarnih obrazovnih programa projekta „Nogomet za prijateljstvo“ - voditelji obrazovnog procesa i treneri akademije FC „Barcelona“, stručnjaci FIFA humanitarnih programa.

## Ekološka inicijativa
Program Nogomet za prijateljstvo od 2016. provodi ekološku inicijativu. Mladi sudionici programa otvorili su „Vrt prijateljstva“, gdje je svaka od 32 momčadi posadila svoje drvo. Trideset i treće stablo posadila su djeca s invaliditetom iz Fondacije Don Carlo Gnocchi. U 2018. ambasadori programa privukli su pozornost javnosti na životinje kojima prijeti nestanak. Svake godine timovi međunarodnog prijateljstva dobivaju imena po ugroženim i rijetkim vrstama životinja.

## Postignuća i rekordi
Od 2021. godine „Nogomet za prijateljstvo“ ima preko 60 nacionalnih i međunarodnih nagrada iz područja socijalne odgovornosti, sporta i komunikacija, uključujući tri naslova GUINNESS WORLD RECORDS™ za najviše nacionalnosti na nogometnom treningu, najviše korisnika u online nogometnom događaju i najviše korisnika na virtualnom stadionu. Ostale nagrade uključuju SABRE Awards, Gold Quill Awards, Grand Prix Silver Archer, IPRA Awards, ICCO i druge.